# Cyprinus multitaeniata
Cyprinus multitaeniata és una espècie de peix cipriniforme de la família dels ciprínids.

## Morfologia
Els mascles poden assolir els 500 g de pes total.

## Distribució geogràfica
Es troba a la Xina i al Vietnam.